# Heike Goosmann
Heike Goosmann (* 1966) ist eine deutsche Schauspielerin und Journalistin.

## Leben und Wirken
Heike Goosmann besuchte das Oskar-von-Miller-Gymnasium München von 1976 bis 1985. Anschließend studierte sie italienische Philologie, Germanistik und Theaterwissenschaft an der Ludwig-Maximilians-Universität München und der Brera in Mailand. Bereits während des Studiums arbeitete sie als Schauspielerin und Moderatorin für das deutsche Fernsehen. Später war sie für das öffentlich-rechtliche Fernsehen und den Hörfunk als Journalistin tätig.  In den Jahren 1979 bis 1997 wirkte Heike Goosmann in vielen deutschen Fernsehserien mit.
Heute ist Heike Goosmann als professionelle Stilberaterin in München tätig.

## Filmografie (Auswahl)
- 1979: Der Alte (Fernsehserie, 1 Folge)
- 1984: Tatort: Verdeckte Ermittlung (Fernsehreihe)
- 1979–1987: Derrick (Fernsehserie, 4 Folgen)
- 1989: Die schnelle Gerdi (Fernsehserie, 1 Folge)
- 1990: Café Europa
- 1994: Herbert und Schnipsi (Fernsehserie, 2 Folgen)
- 1994: Die Männer vom K3 (Fernsehserie, 1 Folge)
- 1994: Lutz & Hardy (Fernsehserie, 1 Folge)
- 1995: Frauenarzt Dr. Markus Merthin (Fernsehserie, 1 Folge)
- 1995: Alle meine Töchter (Fernsehserie, 4 Folgen)
- 1996: SOKO München (Fernsehserie, 1 Folge)
- 1997: Das Traumschiff (Fernsehserie, 1 Folge)
- 2000–2001: Streit um drei (Gerichtssendung, 3 Folgen)